# كأس اليونان 1997–98
كأس اليونان 1997–98 (باليونانية: Κύπελλο Ελλάδος ποδοσφαίρου ανδρών 1997-98)‏ هو الموسم 56 من كأس اليونان. أشرف على تنظيمه الاتحاد الإغريقي لكرة القدم، وكان عدد الأندية المشاركة فيه 66، وفاز فيه نادي بانيونيوس.